# 싱가푸라 왕국
싱가푸라 왕국(말레이어: Kerajaan Singapura)은 1299년부터 1396년과 1398년 사이에 멸망할 때까지 테마섹이라고도 알려진 싱가포르섬에 세워졌다고 생각되는 인도화된 말레이계 힌두교-불교 왕국이다. 전통적인 관점으로 1299년은 상 닐라 우타마("스리트리부아나"라고도 알려짐)에 의해 왕국이 건국된 해이다. 그의 아버지는 전설에 따르면 말레이권의 여러 말레이 군주의 조상인 반신적 인물인 상 사푸르바이다. 말레이 연대기에 나오는 설명에 근거한 이 왕국의 역사성은 불확실하며, 많은 역사가들은 왕국의 마지막 통치자인 파라메스와르(또는 스리 이스칸다르 샤)를 역사적으로 입증된 인물로만 간주한다. 그럼에도 불구하고 포트 캐닝 힐과 인근 싱가포르 강둑에서 나온 고고학적 증거는 14세기에 번성한 정착지와 무역항이 존재했음을 보여준다.
이 정착지는 13세기 또는 14세기에 발전하여 작은 무역 전초기지에서 번화한 국제 상업 중심지로 탈바꿈하여 말레이 군도, 인도 및 원나라를 연결하는 무역망을 촉진했다. 그러나 당시에는 북쪽의 아유타야 왕국과 남쪽의 마자파힛 제국이 이 곳의 패권을 두고 다투었다. 그 결과 왕국의 요새화된 수도는 말레이 실록에 따르면 1398년 마자파힛 제국에 의해, 또는 포르투갈의 사료에 의하면 시암에 의해 최종적으로 약탈당하기 전까지 적어도 두 번의 주요한 외세 침략에 의해 공격을 받았다. 마지막 왕인 파라메스와라는 1400년에 말레이 반도 서해안으로 도망가고 그곳에서 믈라카 술탄국을 세웠다.

## 참고 문헌
- Ahmad, A. Samad (1979), 《Sulalatus Salatin (Sejarah Melayu)》, Dewan Bahasa dan Pustaka, ISBN 983-62-5601-6, 2013년 10월 12일에 원본 문서에서 보존된 문서
- Abdul Rahman, Haji Ismail; Abdullah Zakaria, Ghazali; Zulkanain, Abdul Rahman (2011), 《A New Date on the Establishment of Melaka Malay Sultanate Discovered》 (PDF), Institut Kajian Sejarah dan Patriotisme ( Institute of Historical Research and Patriotism ), 2018년 10월 1일에 원본 문서 (PDF)에서 보존된 문서, 2012년 11월 4일에 확인함
- Abshire, Jean E. (2011), 《The History of Singapore》, Greenwood, ISBN 978-0-313-37742-6
- Aljunied, Syed Muhd Khairudin; Heng, Derek (2009), 《Reframing Singapore: Memory - Identity - Trans-Regionalism》, Amsterdam University Press, ISBN 978-90-8964-094-9
- Commonwealth Secretariat (2004), 《Commonwealth Yearbook 2006》, Commonwealth Secretariat, ISBN 978-0-9549629-4-4
- Dewan Bahasa dan Pustaka (2010), 《Search: Singa》, 2010년 12월 6일에 확인함
- Heng, Derek (2005), “Continuities and Changes : Singapore as a Port-City over 700 Years”, 《Biblioasia》 (National Library Board) 1, ISSN 0219-8126
- Heidhues, Mary Somers (2001), 《Southeast Asia: A Concise History》, Hudson and Thames, ISBN 978-0-500-28303-5
- Keng, Cheah Boon; Ismail, Abdul Rahman Haji, 편집. (1998), 《Sejarah Melayu The Malay Annals MS RAFFLES No. 18 Edisi Rumi Baru/New Romanised Edition》, Academic Art & Printing Services Sdn. Bhd.
- Leyden, John (1821), 《Malay Annals (translated from the Malay language)》, Longman, Hurst, Rees, Orme and Brown

- Liow, Joseph Chinyong (2004), 《The Politics of Indonesia-Malaysia Relations: One Kin, Two Nations》, Routledge, ISBN 978-0-415-34132-5
- Miksic, John N. (2013), 《Singapore and the Silk Road of the Sea, 1300–1800》, NUS Press, ISBN 978-9971695743
- Miksic, John N.; Goh, Geok Yian (2017). 《Ancient Southeast Asia》. London: Routledge.
- Nugroho, Irawan Djoko (2011), 《Majapahit Peradaban Maritim》, Suluh Nuswantara Bakti, ISBN 978-602-9346-00-8
- O'Mara, Michael (1999), 《Facts About the World's Nation》, H. W. Wilson, ISBN 978-0-8242-0955-1
- Ooi, Keat Gin (2004), 《Southeast Asia: a historical encyclopedia, from Angkor Wat to East Timor》, ABC-CLIO, ISBN 1-57607-770-5
- Ooi, Keat Gin (2009), 《Historical Dictionary of Malaysia》, Scarecrow Press, ISBN 978-0-8108-5955-5
- Sabrizain, 《Palembang Prince or Singapore Renegade?》, 2012년 10월 4일에 확인함
- Sinha, Prakash Chandra (2006), 《Encyclopedia of South East and East Asia》, Anmol Publications Pvt Ltd, ISBN 978-81-261-2646-0
- Taylor, Nora A. (2000), 《Studies on Southeast Asia (Studies on Southeast Asian Art: Essays in Honor of Stanley J. O'Connor)》 29, Southeast Asia Program Publications, ISBN 978-0-87727-728-6
- Tsang, Susan; Perera, Audrey (2011), 《Singapore at Random》, Didier Millet, ISBN 978-981-4260-37-4
- Turnbull, [C.M.] Mary (2009). 《A History of Modern Singapore, 1819-2005》. NUS Press. ISBN 978-9971694302.
- Windstedt, Richard Olaf (1938), “The Malay Annals or Sejarah Melayu”, 《Journal of the Malayan Branch of the Royal Asiatic Society》 (Singapore: Printers Limited) XVI: 1–226